# جرالد کیلوتا
جرالد کیلوتا (انگلیسی: Gerald Kilota؛ زادهٔ ۲ ژانویهٔ ۱۹۹۴) بازیکن فوتبال اهل فرانسه است.
از باشگاه‌هایی که در آن بازی کرده‌است می‌توان به باشگاه فوتبال کلرمون فوت اشاره کرد.